# Georges Meunier (architecte)
Pour les articles homonymes, voir Georges Meunier (homonymie) et Meunier.
Georges Meunier est un architecte français né à Paris 18e le 23 avril 1890 et mort le 26 octobre 1935 entre Guérande et La Baule-Escoublac. Il travaille aux côtés d’Adrien Grave puis seul à la réalisation de plusieurs villas balnéaires de La Baule.

## Biographie
Georges Meunier naît en 1890. Architecte, il est tout d’abord le collaborateur d’Adrien Grave jusqu’à la fin de 1924, avenue des Pélicans à La Baule.
Il ouvre son propre cabinet dans l'actuelle avenue Lajarrige (villa La Guitoune), ainsi qu’un bureau d’études à Paris. Il ouvre en 1926 une seconde agence bauloise, avenue Pierre-Percée.
On lui doit les plans du Hall des informations,, de la gare routière Drouin décorée par Émile Guillaume et de l’hôtel Atlantic. Il conçoit également les projets baulois tels que 
- la villa Achilleis (vers 1926[5]) ;
- la villa L'Alcyon (vers 1926[6]) ;
- la villa Amphitrite (1932[7]) ;
- la villa Athena (1934[8]) ;
- l’hôtel L'Atlantic Hôtel (vers 1930[9]) ;
- la villa La Brière (vers 1926[10]) ;
- la villa Ma Bretonne (1926[11]) ;
- la villa Cap Agulhas (vers 1930[12]) ;
- l'hôtel Central (reprise en 1934 d'un hôtel conçu vers 1890 par Georges Lafont[13]) ;
- la villa Clair de Lune (vers 1925, avec Adrien Grave[14]) ;
- la villa Clair Logis (en 1925, avec Adrien grave[15]) ;
- la villa La Croisière (vers 1926[16]) ;
- la villa L'Escale (1925[17]) ;
- la villa Étoile de Mer (vers 1925, avec Adrien Grave[18]) ;
- la villa Franceline (vers 1927[19]) ;
- la villa Four Some (1927[20]) ;
- la villa Ar Goed (1930[21]) ;
- la villa La Grande-Dune (avec Philippe Louis, 1931[22]) ;
- la villa La Grande Mare (1930, pour la chanteuse Yvette Renault[23]) ;
- la villa La Grande Ourse (vers 1930[24]) ;
- la villa La Guitoune[25] ;
- la villa L’Hermitage (retouchée vers 1960 par Philippe Louis[26]) ;
- la villa Jamberclau (1935[27]) ;
- l’immeuble Ker Divale (vers 1925[28]) ;
- la villa Ker Martine (1926[29]) ;
- la villa La Landaise (vers 1929[30],[31]) ;
- la villa Les Lauriers (vers 1930[32]) ;
- la villa Le Logis Saint-Clair (1926[33]) ;
- la villa Magdala (en 1930[34]) ;
- la villa Le Minou (1930[35]) ;
- la villa Lou Miradou (vers 1926[36],[37]) ;
- la villa Mouraïma (1932[38]) ;
- la villa Paolina (vers 1927[39]) ;
- la villa Lou Paty (en 1927[40]) ;
- la villa Pen Avel (en 1926[41]) ;
- l'immeuble Pillon (vers 1926[42]) ;
- la villa Plaisance (1926[43],[44]) ;
- la villa Rêve d'Été (vers 1926[45]) ;
- la villa Rosacea (vers 1930, avec Adrien Grave[46]) ;
- la villa Saint-Paul (en 1933[47]) ;
- la villa Soleia (en 1930[48]) ;
- la villa Stellina (vers 1926[49]) ;
- la villa Sterenden Mor (1930[50]) ;
- la villa Tanagra (en 1934[51]) ;
- la villa Tara (1913, avec Émile Le Bot[52]) ;
- la maison dite Villa Rouge (vers 1925 avec Adrien Grave[53]) ;
- la villa Yakimour (vers 1930[54]).

Avec Adrien Grave, il dessine l’hôtel La Maison Normande à La Baule. Il est également l’auteur de l’immeuble Les Korrigans en 1926 et en 1932, de l'immeuble utilisée par la colonie de vacances de la Fondation Baratte Cholet.